# Alfred Rudolfowitsch Eberling

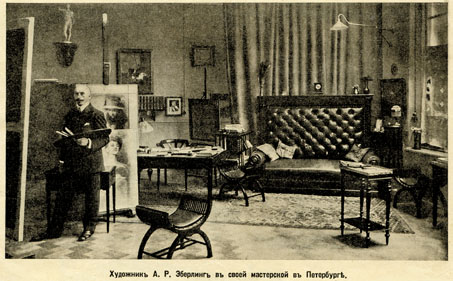
Alfred Eberling in seinem Atelier

Alfred Rudolfowitsch Eberling russisch Альфред Рудольфович Эберлинг (* 3. Januar 1872 in Zgierz, Russisches Kaiserreich; † 17. Januar 1951 in Leningrad) war ein russischer und sowjetischer Maler.

## Leben

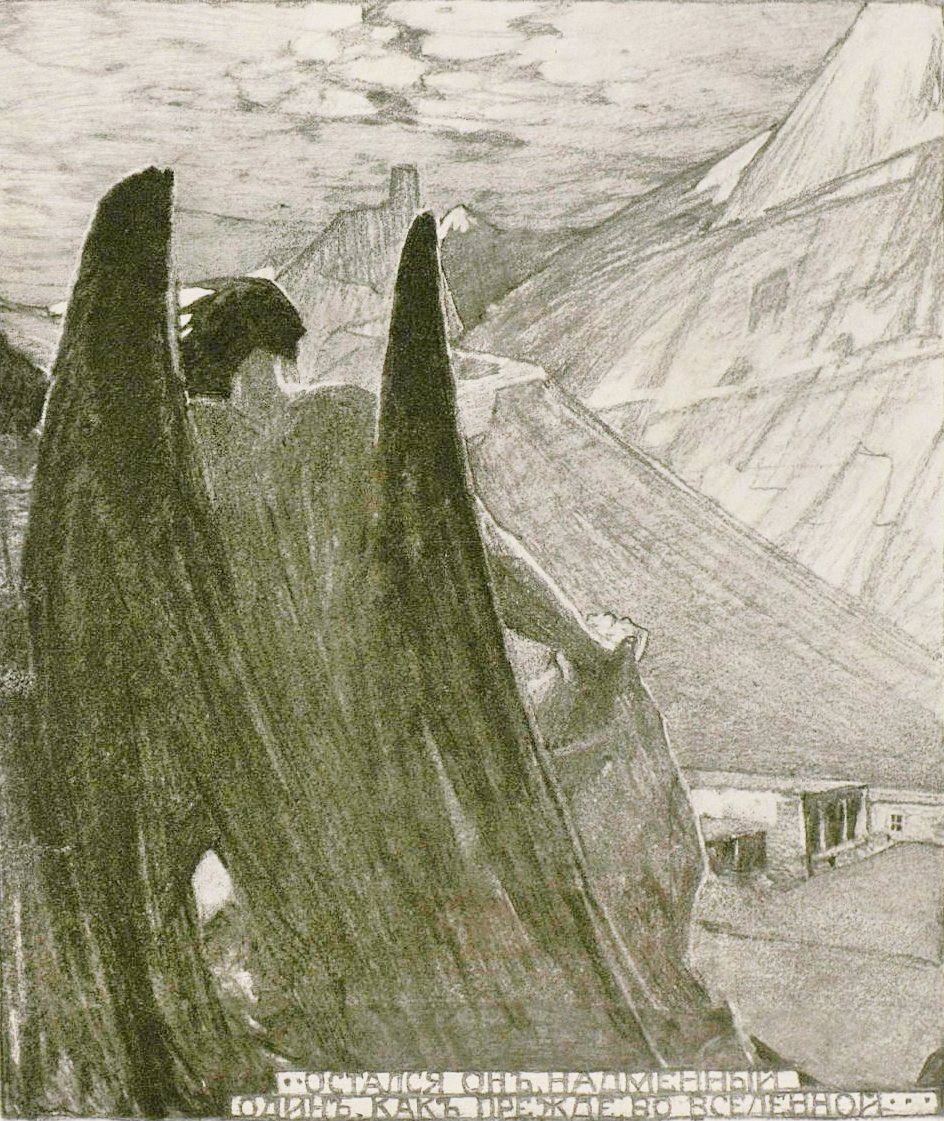
Illustration zu Lermontows Gedicht „Der Dämon“

Eberling studierte von 1889 bis 1897 an der Petersburger Akademie. Von 1896 bis 1897 war er Schüler von Ilja Jefimowitsch Repin. Danach wurde er Schüler bei Franz von Lenbach in München.
Eberling schuf anfangs dem Symbolismus nahestehende große Kompositionen, konzentrierte sich aber schon früh auf Porträts. Er war als solcher mehrfach für die Zaren Nikolaus II. (Russland) und Ferdinand I. (Bulgarien) tätig. Bekannt wurde er auch mit Porträts von Ballerinen (u. a. Anna Pawlowna Pawlowa) und Schauspielerinnen. Nach der Oktoberrevolution wurde er auch Porträtist der neuen Machthaber. Unter anderem porträtierte er Josef Stalin, Wjatscheslaw Michailowitsch Molotow, Maxim Gorki und Lenin. Sein Porträt Lenins gewann 1924 einen Wettbewerb als bestes Leninbildnis und erschien danach auf den Rubelbanknoten. Ab 1904 bis zu seinem Tod lehrte er an Kunstschulen und der Akademie in Leningrad. Von ihm stemmen auch die Illustrationen für eine Luxusausgabe von Michail Jurjewitsch Lermontows Gedicht „Der Dämon“ aus dem Jahr 1910.